# Athena (glasbena skupina)
Athena je turška rock in ska glasbena skupina iz Carigrada, ki sta jo leta 1987 ustanovila brata Hakan in Gökhan Özoğuz. Veljajo za ene najuspešnejših turških izvajalcev popularne glasbe. Združujejo ska in rock z elementi turške ljudske glasbe, znani pa so predvsem po močnih povezavah s športom.
Sprva so igrali thrash metal in leta 1993 izdali debitantski album v tem slogu, ki ni bil uspešen. Odziv publike na koncertih jih je napeljal k menjavi sloga, tako je naslednje leto sledil ska album, ki je bil za turško sceno velika eksotika in s težavo so našli založbo zanj. Kmalu po izidu pa je s singlom »Holigan«, ki so ga posvojili nogometni navijači, postal velika uspešnica in jim odprl večje koncertne odre, tako so med drugim igrali kot predskupina za The Rolling Stones v Carigradu.
Po izidu tretjega albuma leta 2000 so dobili povabilo na festival in kasneje mini turnejo v Nemčiji, dodaten dvig priljubljenosti je sledil naslednje leto, ko je založba Pork Pie Records vključila njihovo skladbo »Devam... Boşver« na kompilacijski album World of Ska, turška košarkarska reprezentanca pa jih je najela, da jim napišejo himno. Skladba »12 Dev Adam« (dobesedno »12 velikanov«) je pritegnila pozornost evropske javnosti, saj se je pogosto vrtela ob nastopih na Evropskem prvenstvu, ki je tistega leta potekalo v Turčiji, reprezentanca pa se je prebila vse do finala.
Tudi njihov četrti album z vodilnim singlom »Öpücük« je bil uspešnica. Leta 2004 je sledil izbor za zastopanje države na Pesmi Evrovizije 2004, kjer so s skladbo »For Real« osvojili četrto mesto. Še istega leta je izšel peti album, Us, ki je predstavljal odmik od lahkotnejših besedil predhodnikov. Kljub intenzivnemu koncertiranju so že naslednje leto izdali nov album, naslovljen preprosto Athena. Singl »Tam Zamanı Şimdi« z njihovega drugega albuma je bil v tem času vključen v nogometno simulacijo FIFA 06 založnika Electronic Arts.
V naslednjih letih je sledilo še več izdaj, med drugim album v počastitev obletnice ekipe Fenerbahçe SK leta 2007, nato pa sta se brata Özoğuz odločila za premor in selitev v London. Njihov najnovejši album je leta 2014 izdani Altüst. Leta 2016 so znova zbudili pozornost širše javnosti s provokativnim videospotom s sporočilom proti transfobiji za skladbo »Ses etme« z njega, v katerem nastopa znani turški transvestit Onur Gökhan Gökçek. Na turški televiziji so ga cenzurirali, na portalu YouTube pa ima več milijonov ogledov, pri čemer so morali zaradi sovražnih komentarjev izklopiti možnost komentiranja.

## Diskografija

### Albums
- 1993 – One Last Breath
- 1998 – Holigan
- 2000 – Tam Zamanı Şimdi
- 2002 – Herşey Yolunda
- 2004 – Us
- 2005 – Athena
- 2010 – Pis
- 2014 – Altüst

### Singli in mini albumi
- 2001 – Mehteran Şeferi
- 2004 – For Real
- 2006 – İt
- 2007 – Fenerbahçe'nin 100 Şerefli Yılı
- 2011 – Ben Böyleyim
- 2016 – Geblo
- 2017 – Ses Etme
- 2017 – Geberiyorum (Nazım Hikmet Ran Günler Şiiri)
- 2022 – Mamak Türküsü (Yeni Türkü Zamansız)
- 2022 – Haklıyız Kazanacağız